# Guanacoïta
La guanacoïta és un mineral de la classe dels fosfats que pertany al grup de l'acrocordita. Rep el nom per la mina El Guanaco, a Xile, la seva localitat tipus.

## Característiques
La guanacoïta és un arsenat de fórmula química Cu₂Mg₃(AsO₄)₂(OH)₄·4H₂O. Va ser aprovada com a espècie vàlida per l'Associació Mineralògica Internacional l'any 2003, sent publicada per primera vegada el 2006. Cristal·litza en el sistema monoclínic. La seva duresa a l'escala de Mohs és 3. És un rar arsenat secundari de coure i magnesi, isotípic amb l'acrocordita. És també l'anàleg de magnesi de la vargita.
Segons la classificació de Nickel-Strunz, la guanacoïta pertany a «08.DD - Fosfats, etc, només amb cations de mida mitjana, (OH, etc.):RO₄ = 2:1» juntament amb els següents minerals: chenevixita, luetheïta, acrocordita, aheylita, calcosiderita, faustita, planerita, turquesa, afmita, childrenita, eosforita i ernstita.
L'exemplar que va servir per a determinar l'espècie, el que es coneix com a material tipus, es troba conservat a les col·leccions mineralògiques de la Universitat de Mineria i Tecnologia de Freiberg, a Alemanya, amb el número de catàleg: 79704.

## Formació i jaciments
Va ser descoberta a la mina El Guanaco, situada a la localitat de Taltal, dins la província d'Antofagasta (Regió d'Antofagasta, Xile). També ha estat descrita a la mina Tarouni, situada a Ouisselsate Caïdat, dins la regió de Drâa-Tafilalet (Marroc), així com a Cerro de la Corona (Huércal de Almería) i a la mina Las Minicas (Benahadux), ambdues localitats a la província d'Almeria (Andalusia, Espanya).